# 2010 EC46
2010 EC46 — астероид из группы аполлонов. Был открыт 13 марта 2010 года (R. A. Kowalski, Catalina Sky Survey). Первоначально был принят за транснептуновый объект, обладающий огромным эксцентриситетом.

## Характеристики орбиты
Орбита 2010 EC46 пересекает орбиту Земли (внешний грейзер). В перигелии объект находится на расстоянии 0,9211465409337046 а. е. от Солнца. Большая полуось орбиты 2010 EC46 составляет 1,544586404147054 а. е., а эксцентриситет орбиты e = 0,4036289983774804. Афелий — 2,168026267360403 а. е. (в главном поясе астероидов, между орбитами Марса и Юпитера). Оборот вокруг Солнца 2010 EC46 делает примерно за 1,92 года. Наклонение орбиты (i) — 49,32001193795367°.